# Dorcadion albolineatum
Dorcadion albolineatum là một loài bọ cánh cứng trong họ Cerambycidae.